# Miss Universo Singapur
Miss Universo Singapur (en inglés: Miss Universe Singapore) es un concurso de belleza nacional en Singapur. Se encarga de seleccionar a la representante del país para el concurso Miss Universo.

## Ganadoras
: Declarada como ganadora
     : Terminó como finalista
     : Terminó como una de las semifinalistas o cuartofinalistas
     : Terminó como ganadora de premios especiales
| Año  | Miss Universo Singapur   | Posición en Miss Universo | Premios especiales          | Notas |             |
| ---- | ------------------------ | ------------------------- | --------------------------- | --- | ----------- |
| 2024 | Charlotte Chia           | No clasificó              |                             | Dirección de Elaine Daly. |             |
| 2023 | Priyanka Annuncia        | No clasificó              | - Voice for Change (Top 10) | Dirección de Tony y Sophia Barbagallo (PinkTank Events). |             |
| 2022 | Carissa Yap              | No clasificó              |                             | |             |
| 2021 | Nandita Banna            | Top 16                    |                             | |             |
| 2020 | Bernadette Ong           | No clasificó              |                             | Designada: debido al impacto de la pandemia de COVID-19, no hubo concurso nacional en 2020. En su lugar, la organización designó a una finalista como Miss Universo Singapur 2020. |             |
| 2019 | Mohana Prabha            | No clasificó              |                             | Dirección de Valerie Lim. |             |
| 2018 | Zahra Khanum             | No clasificó              |                             | |             |
| 2017 | Manuela Bruntraeger      | No clasificó              |                             | |             |
| 2016 | Cheryl Chou              | No clasificó              |                             | |             |
| 2015 | Lisa Marie White         | No clasificó              |                             | Dirección de Nuraliza Osman. |             |
| 2014 | Rathi Menon              | No clasificó              |                             | |             |
| 2013 | Shi Lim                  | No clasificó              |                             | |             |
| 2012 | Lynn Tan                 | No clasificó              |                             | |             |
| 2011 | Valerie Lim              | No clasificó              |                             | |             |
| 2010 | Tania Lim Kim Suan       | No clasificó              |                             | |             |
| 2009 | Rachel Janice Kum        | No clasificó              |                             | |             |
| 2008 | Shenise Wong Yan Yi      | No clasificó              |                             | |             |
| 2007 | Jessica Tan Yue Chang    | No clasificó              |                             | |             |
| 2006 | Carol Cheong Yim Foon    | No clasificó              |                             | |             |
| 2005 | Cheryl Tay               | No clasificó              |                             | |             |
| 2004 | Sandy Chua Khang Ein     | No clasificó              |                             | |             |
| 2003 | Bernice Wong Chea Mei    | No clasificó              |                             | |             |
| 2002 | Nuraliza Osman           | No clasificó              |                             | |             |
| 2001 | Jaime Teo                | No clasificó              |                             | |             |
| 2000 | Eunice Elizabeth Olsen   | No clasificó              |                             | |             |
| 1999 | Cheryl Marie Cordeiro    | No clasificó              |                             | |             |
| 1998 | Alice Lim Poh Choo       | No clasificó              |                             | |             |
| 1997 | Tricia Tan Siew Siew     | No clasificó              |                             | |             |
| 1996 | Angeline Putt            | No clasificó              |                             | |             |
| 1995 | Tun Neesa Abdullah       | No clasificó              |                             | |             |
| 1994 | Paulyn Sun               | No clasificó              |                             | |             |
| 1993 | Ranagah Devi             | No clasificó              |                             | |             |
| 1992 | Cori Teo                 | No clasificó              |                             | |             |
| 1991 | Eileen Yeow              | No clasificó              |                             | |             |
| 1990 | Ong Lay Ling             | No clasificó              |                             | |             |
| 1989 | Pauline Chong            | No clasificó              |                             | |             |
| 1988 | Audrey Ann Tay           | No clasificó              |                             | |             |
| 1987 | Marion Nicole Teo        | Top 10                    |                             | |             |
| 1986 | Farah Lange              | No clasificó              |                             | |             |
| 1985 | Lyana Chiok              | No clasificó              |                             | |             |
| 1984 | Violet Lee Hui-Min       | No clasificó              |                             | |             |
| 1983 | Kathie Lee Lee Beng      | Top 12                    |                             | |             |
| 1982 | Telma Judicia Mary Nonis | No clasificó              |                             | |             |
| 1981 | Florence Tan             | No clasificó              |                             | |             |
| 1980 | Ann Chua                 | No clasificó              |                             | |             |
| 1979 | Elaine Tan               | No clasificó              |                             | |             |
| 1978 | Annie Lee Mei Ling       | No clasificó              |                             | |             |
| 1977 | Marilyn Sim Choon May    | No clasificó              |                             | |             |
| 1976 | Linda Tham               | No clasificó              |                             | |             |
| 1975 | Sally Tan                | No clasificó              |                             | |             |
| 1974 | Angela Teo Bee Luang     | No clasificó              |                             | |             |
| 1973 | Debra Josephine de Souza | No clasificó              |                             | |             |
| 1972 | Jacqueline Han Ghim Hong | No clasificó              |                             | |             |
| 1971 | Jenny Ser Wang Wong      | No clasificó              |                             | |             |
| 1970 | Cecilia Undasan          | No clasificó              |                             | |             |
| 1969 | Mavis Young Siew Kim     | No clasificó              |                             | |             |
| 1968 | Yasmin Saif              | No clasificó              |                             | |             |
| 1967 | Bridget Ong Mei-Lee      | No clasificó              |                             | |             |
| 1966 | Margaret van Meel        | No clasificó              |                             | |             |
| 1965 | Alice Woon Yoke Kwee     | No compitió               | No compitió                 | |             |
| 1964 | Vera Wee                 | No compitió               | No compitió                 | Compitió en Miss Universo Malasia 1964 para Miss Universo 1964. |             |
| 1962 | Julie Koh                | No clasificó              |                             | |             |
| 1961 | No compitió              | No compitió               | No compitió                 | No compitió | No compitió |
| 1960 | Christl d'Cruz           | No compitió               | No compitió                 | No compitió |             |
| 1959 | No compitió              | No compitió               | No compitió                 | No compitió |             |
| 1958 | Marion Willis            | No clasificó              |                             | |             |
| 1954 | Marjorie Wee             | No clasificó              |                             | Ganó Miss Malaya 1954, pero debutó en Miss Universo 1954 como Miss Singapur. |             |
| 1953 | Fatimah Omar             | No compitió               | No compitió                 | No compitió |             |